# Bataille de Saldanha Bay (1796)
Pour les articles homonymes, voir Saldanha (homonymie).
Première Coalition
Batailles
La bataille de la baie de Saldanha (ou Saldanha Bay, de l'anglais) désigne une bataille navale remportée par la marine britannique sur une flotte hollandaise, le 17 août 1796. Elle s'est soldée par la reddition des neuf navires de la flotte néerlandaise à la marine britannique placée sous le commandement de l'amiral George Keith Elphinstone. Une précédente bataille (en) eut lieu au même endroit en 1781, lorsqu'un escadron de marine britannique captura cinq Indiamen appartenant à la Compagnie néerlandaise des Indes orientales.
La bataille se déroula un an après la reddition des Provinces-Unies aux Français, survenue en janvier 1795 à la suite de la capture de la flotte hollandaise au Helder. La proclamation de la République Batave qui survint la même année rebattit les cartes de la Première Coalition, en créant une nouvelle alliance des néerlandais avec les français contre la Grande-Bretagne. Cependant, grâce aux lettres que l'ancien stadhouder Guillaume V leur fit parvenir, les britanniques furent en mesure de conquérir la Colonie du Cap le 16 septembre 1795. Au cours de l'année suivante, la République batave décida de tenter de reconquérir Le Cap, en envoyant pour cela une expédition composée de neuf navires et 2 000 marins et soldats placés sous le commandement du contre-amiral Lucas (dont la seule réputation tenait au fait qu'il avait réalisé un voyage en tant que capitaine de la marine en direction des Indes orientales en 1786, et était considéré comme loyal au régime) en janvier 1796. Cette expédition arriva dans la baie de Saldagne le 6 août 1796.

## Liste des navires bataves qui se sont rendus
| Navire                                      | Canons | Commandants                      | Équipage | Notes            | Sort                 |
| ------------------------------------------- | ------ | -------------------------------- | -------- | ---------------- | -------------------- |
| Dordrecht                                   | 66     | Vice-amiral Engelbertus Lucas    | 370      | Navire de ligne  | HMS Dordrecht        |
| Revolutie                                   | 66     | Capt. Jan Rhynbende              | 400      | Navire de ligne  | HMS Prince Frederick |
| Admiraal Tromp ou Maarten Harpertzoon Tromp | 54     | Lt. Jan Valkenburg               | 280      | Navire de ligne  | HMS Van Tromp (en)   |
| Castor                                      | 44     | Capt. Jacob Claris (or Clarisse) | 240      | Frégate          | HMS Van Tromp (en)   |
| Braave                                      | 40     | Lt. Jacob Zoetemans              | 234      | Frégate          | HMS Braave           |
| Bellona                                     | 28     | Lt. Gustaaf Adolph de Valk       | 130      | Frégate          | HMS Vindictive       |
| Sireene                                     | 20     | Lt. Christiaan De Cerf           | 130      | Sloop            | HMS Daphne           |
| Havik                                       | 18     | Lt. Pieter Bessemer (or Bezemer) | 76       | Sloop            | HMS Havick (en)      |
| Maria                                       | 16     | Lt. Hermanus Barbier             | 112      | Navire de charge |                      |

| Source : Otridge, p. 90 ; Government of the Cape Colony (1899), Vol. 5, p.10. |